# أنتون فيليبوف
أنتون فيليبوف Anton Filippov (ولد في 6 ديسمبر 1986 في طشقند) لاعب شطرنج أوزبكي يحمل لقب أستاذ كبير.

## ألقاب
- نال لقب أستاذ كبير عام 2008.

## إنجازات
- فاز ببطولة آسيا تحت 16 سنة عام 2001 المقامة في دبي، وبطولة آسيا تحت 18 سنة في عام 2004.
- تعادل على المراكز من الأول إلى الثالث في بطولة أوزبكستان للشطرنج عام 2007.
- فاز ببطولة كوالا لامبور المفتوحة للشطرنج في نسختها الأولى عام 2008.
- تعادل على المراكز من الرابع إلى الثامن في دورة رومغاز المفتوحة للشطرنج عام 2008 المقامة في بوخارست، مع كل من تاماز غيلاشفيلي، كونستانتين لوبوليسكو، نجات ماميدوف، ألكسندر زوباريف.
- لعب باسم أوزبكستان في أولمبياد الشطرنج أعوام 2004، 2006، 2010، 2012، 2014.

## تصنيف
- بلغ تصنيف إيلو 2592 في يناير 2018.

## روابط خارجية
- أنتون فيليبوف على موقع الاتحاد الدولي للشطرنج (الإنجليزية)
- أنتون فيليبوف على موقع مباريات الشطرنج (الإنجليزية)
- أنتون فيليبوف على موقع 365Chess.com (الإنجليزية)
- أنتون فيليبوف على موقع Chesstempo.com (الإنجليزية)
- أنتون فيليبوف سجل أولمبياد الشطرنج على موقع OlimpBase.org (الإنجليزية)